# Tetrastichus solvae
Tetrastichus solvae är en stekelart som beskrevs av Graham 1991. Tetrastichus solvae ingår i släktet Tetrastichus och familjen finglanssteklar. Inga underarter finns listade i Catalogue of Life.